# Champagne (provincie)
Champagne was tot aan de Franse Revolutie een van de provincies van Frankrijk. Champagne grensde aan de provincies Orléanais in het zuidwesten, Île-de-France in het westen, Picardië in het noordwesten, de Habsburgse Nederlanden en Prinsbisdom Luik in het noorden, Hertogdom Lotharingen in het oosten, Franche-Comté in het zuidoosten en Bourgondië in het zuiden. De provincie werd in 1790 opgeheven en ingedeeld in departementen. Tussen 1982 en 2016 bestond er een regio Champagne-Ardenne. Deze is nu opgegaan in de regio Grand Est.
De oorsprong van deze provincie ligt in het graafschap Champagne. Dit graafschap ontstond uit de samensmelting van de graafschappen Meaux en Troyes, door toedoen van de graven van Vermandois, later overgegaan naar de graven van Blois. Dat graafschap werd op zijn beurt in de 13e eeuw met Frankrijk verenigd, en dit door het huwelijk van Johanna I van Navarra met Philips van Frankrijk, die in 1285 koning werd onder de naam Filips IV van Frankrijk, bijgenaamd de Schone.

## Verdeling over huidige departementen

De historische provincie verdeeld over huidige departementen